# Pasífae

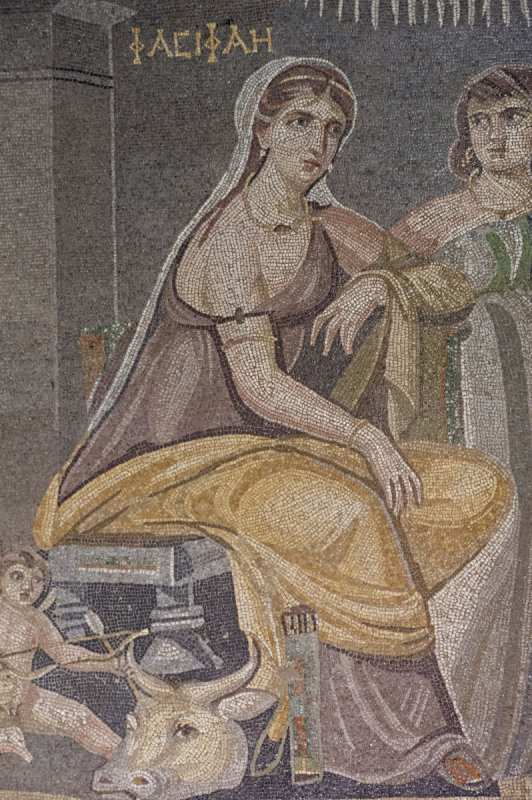
Pasífae sentada en un trono. Mosaico romano de Zeugma, Turquía

En la mitología griega, Pasífae era la hija de Helios y de la ninfa Creta (o bien de la oceánide Perseis, y por lo tanto hermana de Circe y Eetes).
Su principal relevancia mitológica es haber sido madre del minotauro, fruto de su irrefrenada zoofilia.

## Información adicional
Algunas fuentes refieren que era inmortal e incluso Higino la incluye en su lista de oceánides, aunque no se sabe si se refiere al mismo personaje.
Según Pausanias, Diodoro Sículo, Apolodoro, e Higino, Pasífae le dio a Minos al menos cuatro hijas: Fedra, Acacálide, Jenódice y Ariadna. Sus hijos varones fueron Deucalión, Catreo, Glauco y Androgeo. 
Había en Talamas un santuario y un oráculo venerados de Pasífae, de la que algunos historiadores dicen que era una de las hijas de Atlas, y que fue madre de Amón tras unirse a Zeus. Este Amón era un dios de Cirene, adorado con el nombre de Zeus-Amón.

## Madre del minotauro

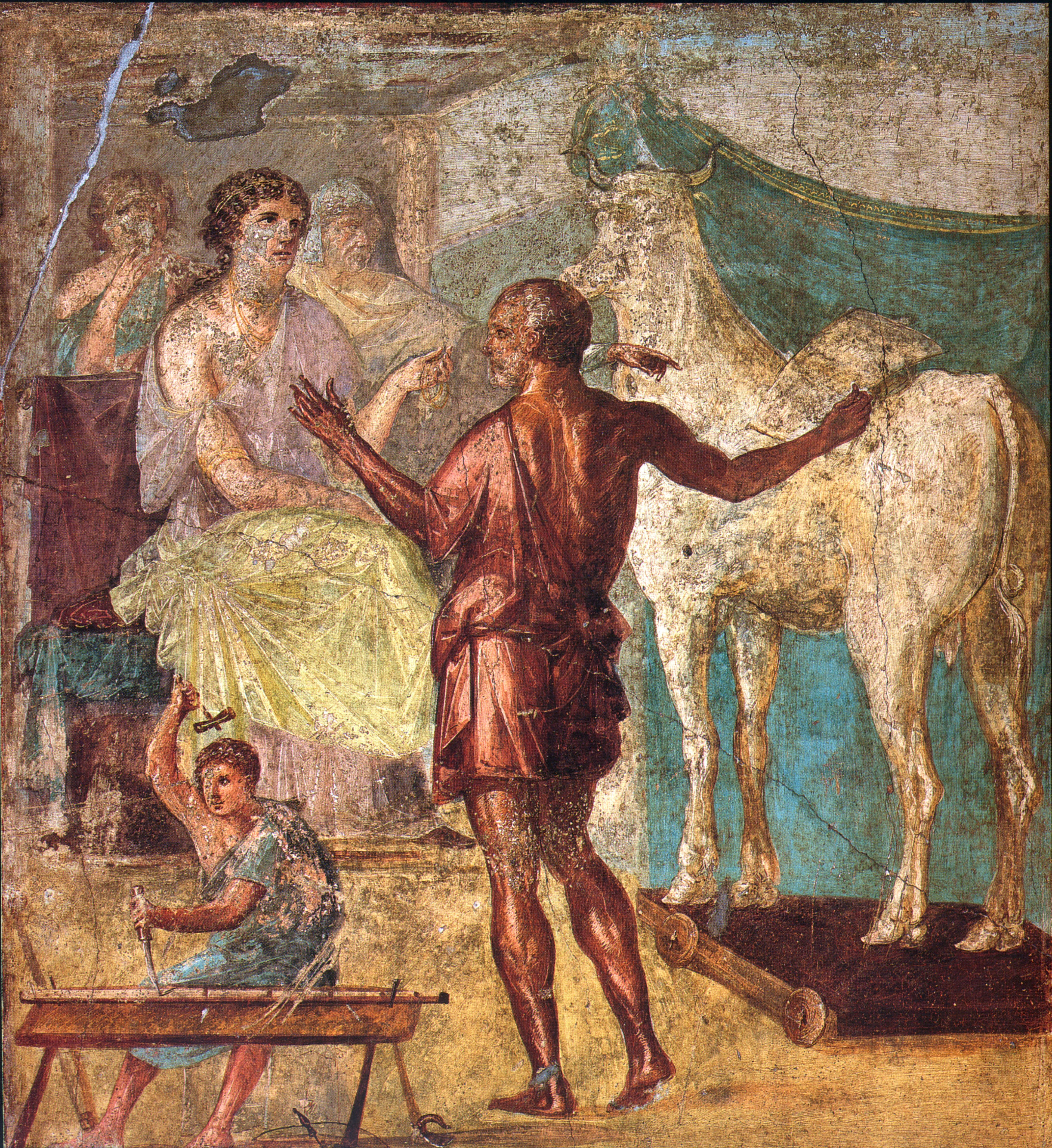
Dédalo presenta la vaca artificial a Pasífae. Fresco romano de la casa de los Vettii (Pompeya).

Según Diodoro Sículo, Pausanias, Virgilio, y Apolodoro, el dios Poseidón hizo que Pasífae se enamorase de un toro blanco que, por su belleza, Minos no había querido sacrificar en honor a este dios. Ella confió su pasión zoofílica a Dédalo, el famoso artífice ateniense que vivía desterrado en Cnosos deleitando a Minos y a su familia con las muñecas de madera animadas que construía para ellos. Dédalo prometió ayudarla y construyó una vaca de madera hueca que cubrió con un cuero de vaca. Le puso ruedas ocultas bajo las pezuñas y la llevó a la pradera en las cercanías de Gortina, donde el toro de Poseidón pacía bajo las encinas entre las vacas de Minos. Luego de enseñar a Pasífae cómo se abría la portezuela corrediza situada en la parte trasera de la vaca, y de ayudarla a entrar con las piernas metidas en los cuartos traseros, se retiró discretamente. El toro blanco no tardó en acercarse y montar a la vaca de madera (de donde se deduce sin duda que Dédalo también afirmó las ruedas al suelo), de modo que Pasífae vio satisfecho su deseo y a su tiempo dio a luz al minotauro, criatura con cabeza y cola de toro, pero de cuerpo humano.

### Otras versiones
Otros autores dicen que Pasífae había dejado durante varios años de propiciar a Afrodita, quien la castigó haciéndole sentir ese deseo zoofílico, o bien que el castigo fue motivado por el rencor de Afrodita hacia Helios y su descendencia desde que este revelara a Hefesto su adulterio con Ares, o que el toro del que Pasífae se enamoró era en realidad el animal en que se había transformado Zeus.

## Encarcelamiento en el laberinto
Según Apolodoro, Minos consultó a un oráculo para saber cómo podía evitar mejor el escándalo y ocultar la deshonra de Pasífae. La respuesta fue: «Ordena a Dédalo que te construya un retiro en Cnosos». Dédalo lo hizo y Minos pasó el resto de su vida en el recinto intrincado llamado el laberinto, en el centro del cual ocultó a Pasífae y al Minotauro.
En Ovidio, en cambio, sólo se encierra al Minotauro y no a Pasífae. En contraposición con otros autores, Ovidio establece como plazo entre los sacrificios humanos que se realizaban para aplacar al minotauro nueve años.

## Las infidelidades de Minos
Según Apolodoro y Antonino Liberal, las numerosas infidelidades del rey Minos enfurecieron de tal modo a Pasífae que le maldijo: cada que vez que tenía relaciones con otra mujer no eyaculaba semen sino serpientes nocivas, escorpiones y ciempiés que hacían presa de los órganos vitales de la amante.
En una ocasión, para tener relaciones con la cazadora Procris la sobornó regalándole a Lélape (un sabueso que nunca dejaba escapar a su presa) y una flecha infalible. Ambos regalos le habían sido dados por la diosa Artemisa. Procris aceptó pero le obligó a beber una bebida profiláctica —una cocción de raíces mágicas preparada por la hechicera Circe, hermana de Pasífae— para que él no le llenase las entrañas de víboras y escorpiones. La bebida hizo el efecto deseado, pero Procris temía que Pasífae la embrujara, por lo que escapó de Creta.

## En Esparta
Pasífae era adorada como una diosa oracular en la ciudad laconia de Tálamas, fuera de Esparta. El geógrafo Pausanias describe el santuario como pequeño, situado cerca de un curso de aguas claras, y flanqueado por estatuas de bronce de Helios y Pasífae.
Su relato también equipara a Pasífae con Ino y Selene (Leucótea, la ‘diosa blanca’, personificada por la Luna).
Hera, Pasífae e Ino eran nombres de la triple Diosa, la interdependencia de cuyas personas era simbolizada por el trípode en que se sentaba su sacerdotisa.
Cicerón escribe en De natura deorum que los éforos espartanos dormían en santuario de Pasífae para recibir sueños proféticos que les ayudasen a gobernar. Según Plutarco, durante el reinado del rey Agis, varios éforos llevaron a la gente a la revuelta por culpa de los oráculos oníricos del templo, que prometían perdón de las deudas y redistribución de la tierra.
En un caso, un éforo soñó que las sillas de algunos de sus colegas eran retiradas del ágora, y que una voz gritaba que «esto es mejor para Esparta». Inspirado por esto, el rey Cleómenes II actuó para consolidar su poder real.